# Triturus pygmaeus
Triturus pygmaeus là một loài sa giông trong họ Salamandridae. Loài này được tìm thấy ở Bồ Đào Nha và Tây Ban Nha. Môi trường sống tự nhiên của chúng là rừng ôn đới, thảm thực vật kiểu Địa Trung Hải, sông, sông liên tục, đầm lầy nước ngọt, đầm lầy nước ngọt, đất canh tác, đồng cỏ, vườn nông thôn, khu vực chứa nước, ao, khai quật, đất tưới, mương và mương. Loài sa giông này bị đe dọa do mất môi trường sống.